# أوسكار هاريسون
أوسكار هاريسون (بالإنجليزية: Oscar Harrison)‏ هو موسيقي بريطاني، ولد في 15 أبريل 1965 في برمنغهام في المملكة المتحدة.